# Florianópolis-Hercílio Luz International Airport
Florianópolis-Hercílio Luz International Airport (portugisiska: Aeroporto Internacional Hercílio Luz, Aeroporto Hercílio Luz, franska: Aéroport international Florianópolis-Hercílio Luz) är en flygplats i Brasilien.   Den ligger i kommunen Florianópolis och delstaten Santa Catarina, i den södra delen av landet, 1 300 km söder om huvudstaden Brasília. Florianópolis-Hercílio Luz International Airport ligger 6 meter över havet. Den ligger på ön Ilha de Santa Catarina.
Terrängen runt Florianópolis-Hercílio Luz International Airport är platt västerut, men österut är den kuperad. Havet är nära Florianópolis-Hercílio Luz International Airport åt nordväst. Runt Florianópolis-Hercílio Luz International Airport är det tätbefolkat, med 331 invånare per kvadratkilometer.. Närmaste större samhälle är Florianópolis, 7,8 km norr om Florianópolis-Hercílio Luz International Airport. 